# Usine communale de Métabief
L'usine communale de Metabief est un ensemble d'anciens bâtiments industriels du XIXe siècle, protégés de monuments historiques, située sur la commune de Métabief, dans le département français du Doubs.

## Localisation

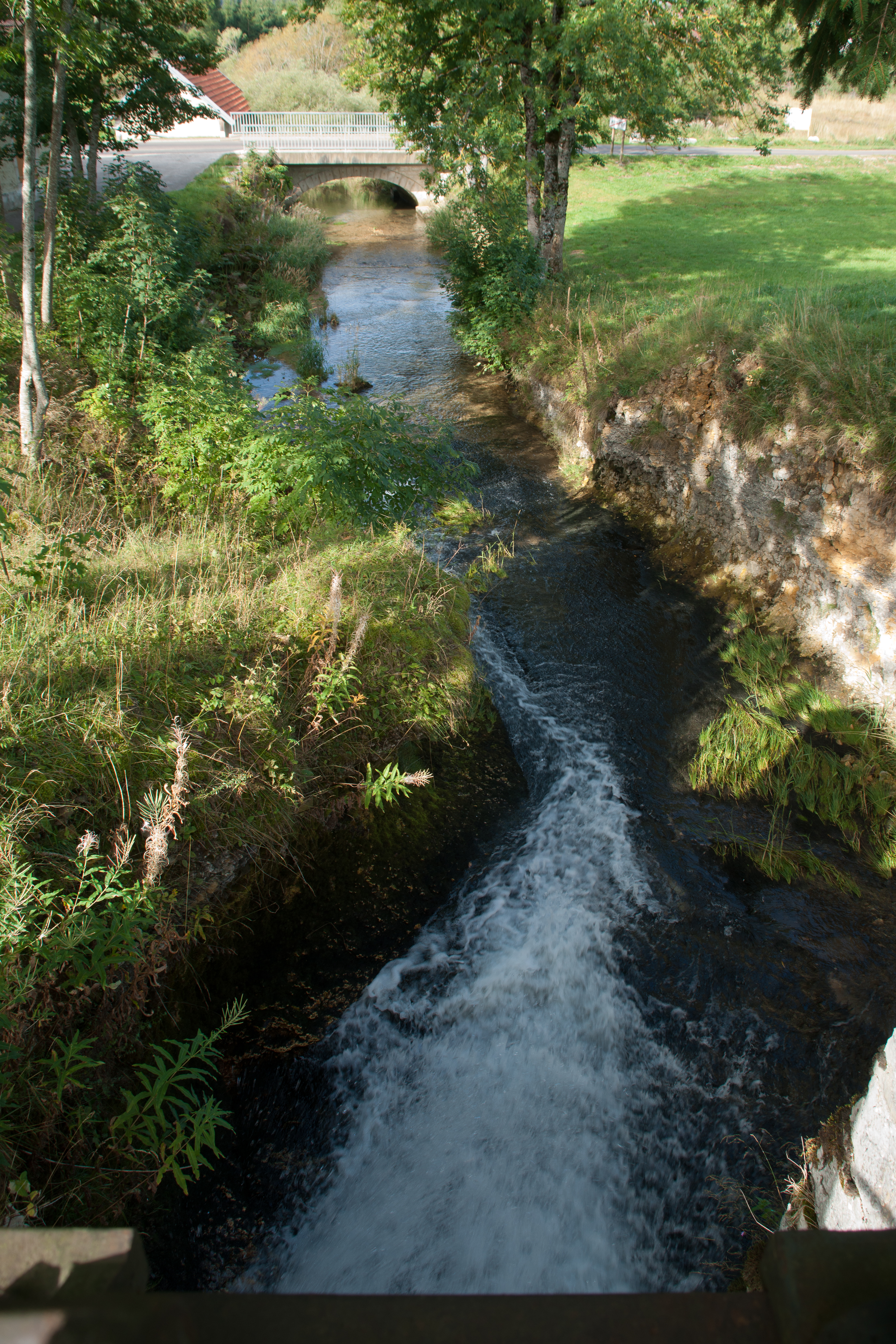
Le Bief-Rouge au niveau de l'usine.

L'usine est située en bordure du ruisseau le Bief Rouge, un affluent du Doubs, en bordure de la commune de Métabief, en direction de Saint-Antoine.

## Histoire
Décidée par la municipalité en 1879, l'usine communale construite sur l'emplacement d'un moulin préexistant du XIIIe siècle. La construction est achevée en 1882 et est louée pour une double activité : entre 1883 et 1985 pour une activité de scierie-menuiserie et entre 1883 et 1960 pour une activité de meunerie.
Le 17 juin 1992, un arrêté d'inscription au titre des Monuments historiques est émis et concerne l'usine, le canal de fuite, le bâtiment d'en face, et les diverses installations encore en place.
En 2012, les installations sont transformées en musée de la Meunerie.

## Architecture

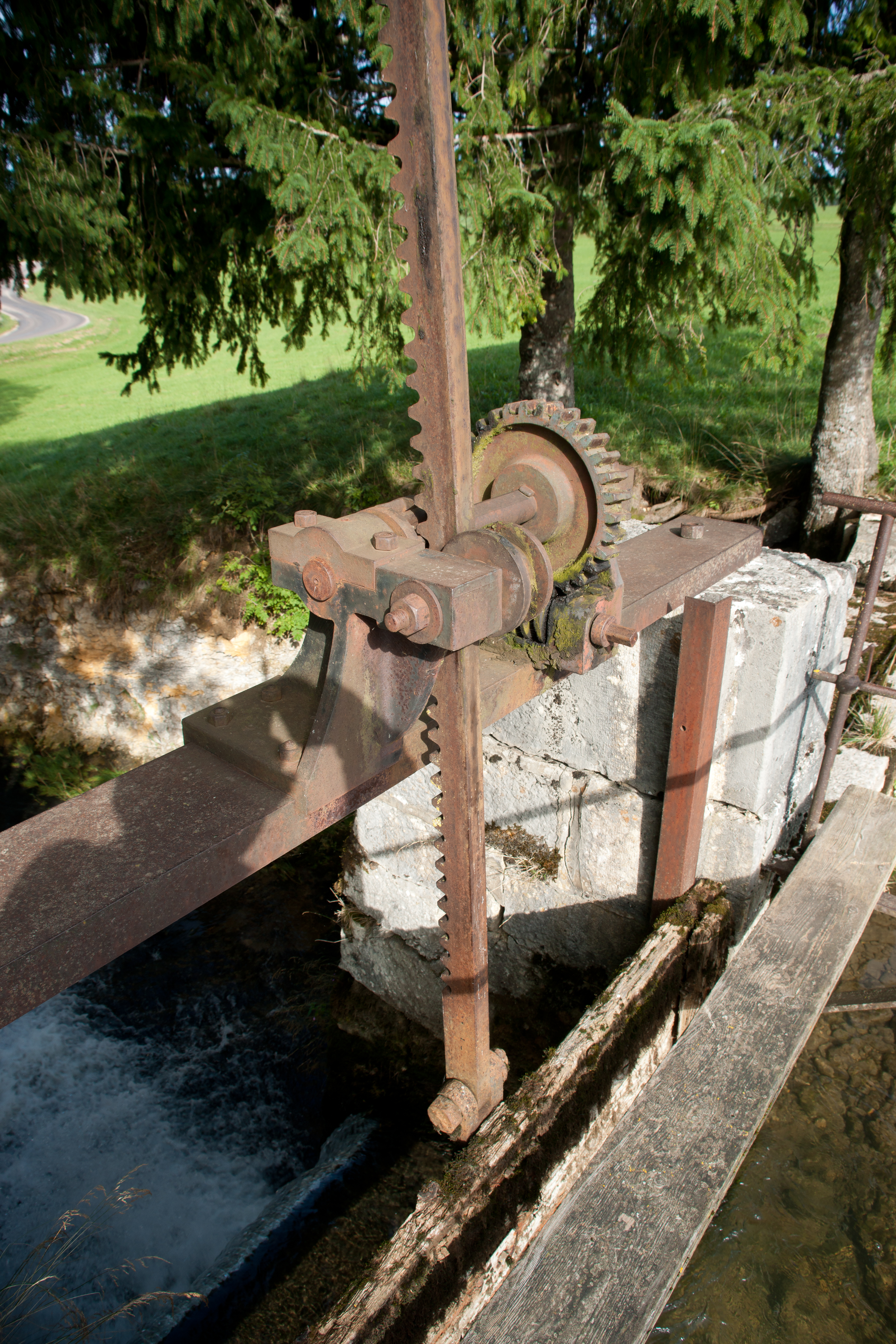
Vanne du barrage de l'usine.

L'usine abrite dans le même bâtiment plusieurs destinations : atelier de travail du bois, atelier du moulin à farine, habitation et écuries-remises. Elle conserve encore les équipements qui ont été témoins de son activité : scies, trieuse, meules.
Ancien moulin à eau, l'énergie hydraulique était issue du Bief-Rouge, par le biais d'un barrage et de canaux.